# Reifikace (logika)
Reifikace je v logice způsob reprezentace objektů vyššího řádu pomocí objektů řádů nižších. V případě logických formulí jde například o reprezentaci formule řádu n formulí řádu n-1.
Je-li {\displaystyle P} n-ární predikát, lze v logice prvního řádu zavést jako reifikaci {\displaystyle P} konstantu {\displaystyle p} následovně:
{\displaystyle P({\vec {x}})\equiv \top (p,{\vec {x}})}
Takto reifikovaný predikát umožňuje práci s {\displaystyle P} na úrovni prvního řádu, například {\displaystyle \forall P.P(x)\equiv \forall p.\top (p,x)}. Díky Henkinově konstrukci kanonických modelů má každá bezesporná teorie model. Uvedený způsob reifikace se používá v sémantice přirozených jazyků.